# Макија (Перуђа)
Макија је насеље у Италији у округу Перуђа, региону Умбрија.
Према процени из 2011. у насељу је живело 20 становника. Насеље се налази на надморској висини од 810 м.